# Perényi Miklós (gordonkaművész)
Perényi Miklós (Budapest, 1948. január 5. –) a Nemzet Művésze címmel kitüntetett, kétszeres Kossuth-díjas és Liszt Ferenc-díjas magyar gordonkaművész, Liszt Ferenc Zeneművészeti Egyetem tanára, érdemes és kiváló művész.

## Pályafutása
1948-ban zenészcsaládban született. Tehetségét hétéves korában fedezték fel, és fölvételt nyert a Liszt Ferenc Zeneművészeti Főiskola cselló szakára. Először Zsámboki Miklós, majd 1959-től Banda Ede tanítványa lett. Első önálló koncertjét 1957-ben, kilencéves korában adta a Zeneakadémián.
Enrico Mainardi professzor azzal támogatta a fiatal csellistát, hogy több mesterkurzusra is meghívta Salzburgba, majd Luzernbe. Perényi további tanulmányait a római Szent Cecília Akadémián végezte, ahol 1962-ben diplomázott, majd a következő évben második díjat nyert a Casals Nemzetközi Gordonkaversenyen Budapesten. 1965-ben és 66-ban meghívást kapott Pablo Casals zermatti és Puerto Ricó-i mesterkurzusaira. Ezek után négy egymást követő évben fellépett a Marlboro Fesztiválon.
1974 óta tanít a Liszt Ferenc Zeneművészeti Egyetemen. A koncertezés és az oktatás mellett zeneszerzéssel is foglalkozik. Repertoárja a barokktól a huszadik századi zenéig terjed, beleértve kortárs szerzők kompozícióit is.

## Díjai
- Liszt Ferenc-díj (1970)
- Érdemes művész (1976)
- Kossuth-díj (1980, 2007)
- Kiváló művész (1984)
- Bartók–Pásztory-díj (1987)
- Chevalier de l’ordre des Arts et des Lettres (2002)
- A Magyar Köztársasági Érdemrend középkeresztje (2006)
- Prima Primissima díj (2007)
- A Nemzet Művésze (2014)
- Hazám-díj (2014)[1]